# Гости из будущего
«Гости из будущего» (укр. Гості з майбутнього») — російський попгурт, який виник 1996 року в Санкт-Петербурзі. Заснований двома музикантами — Юрієм Усачовим і Євгеном Арсентьєвим. Після кризи 1998 року представлена двома виконавцями — Юрієм Усачовим (ідеолог і автор музики) і Євою Польною (вокалістка, авторка тексту і співавторка музики). Гурт став відомий завдяки допомозі відомого в Росії та СНД DJ Грув. Навесні 2009 року Єва Польна оголосила про розпад гурту і про початок своєї сольної кар'єри.

## Історія
Проєкт виник 1996 року. Спочатку це був джангл-проєкт. Першою піснею гурту стала «Время песок». Однак широкій російській аудиторії така музика виявилася незрозуміла. Гурт змінює творчий напрямок і в 1998 від гурту відділяється Євген Арсентьєв. 8 березня 1998 відбувся перший концерт попгурту. Офіційна версія народження колективу: одного разу Юра вперше побачив Єву на сцені одного з нічних клубів Санкт-Петербурга. Вона тоді працювала як бек-вокалістка одного пітерського реп-гурту. Після цього концерту Усачов запропонував Єві зробити спільний проєкт.

### Початок кар'єри
Назва гурту з'явилася, коли йшла робота в студії над першими піснями. Музиканти відмовлялися піти з друзями на вечірки й дискотеки. Всі вирішили, що вони поводяться дивно, прямо «гості з майбутнього».
DJ Грув, крутив пластинки в нічному клубі «Титанік», запросив гурт виступити 8 березня. «Ми вийшли в зал і ... отетеріли! Стільки людей - і всі співають нашу пісню! Відтоді 8 березня — день народження гурту». Так відбулося бойове хрещення дуету. Однак, всупереч очікуванням, передбачуваного успіху не було. Записаний спільно з Євгеном Арсентьєвим за одну ніч диск «Через сотні років...» так і залишився нікому невідомим. Російська попсцена виявилася не готова до експериментів в стилі джангл і ембієнт. Спроба не слідувати моді, а створювати її самим - зазнала невдачі.
Практично весь 1998 рік про гурт не згадували.
Пісня «Беги от меня» побила всі рекорди популярності. Яскраво виражена двозначність тексту, сексуальний голос солістки, романтично відсторонене прогресивне звучання породили інтерес і у публіки, і у численних «акул пера». Без цього гіта не обходився жоден ефір російських радіостанцій, він звучав з усіх музичних наметів.

### Перший продюсер
Стало очевидно, що потрібен продюсер, потрібні кліпи, потрібен контракт. В цей час (1999) Юрій Усачов працював над аранжуваннями бойз-бенду «Отпетые мошенники», продюсером якого був Євген Орлов. Порахувавши, що власний гурт нічим не гірше, Усачов запропонував Орлову прослухати кілька записаних треків: «Беги от меня», «Нелюбовь», «Зима в сердце».
Євген Орлов уклав контракт з гуртом. Гурт переїжджає в Москву, знімає перший кліп. Але тепер уже не залишається теле- і радіоканалів, де б не побували Юра і Єва, а їхні обличчя не сходять з обкладинок глянцевих журналів.
1999 року вийшов другий альбом Беги от меня, після якого до гурту прийшла популярність. Того року гурт кперше бере участь у фестивалі «Пісня року» і виходить у фінал з піснею «Нелюбовь».
2000 року вийшов альбом в травні Зима в сердце. Після успішного виходу однойменного альбому і наступного за ним платівки «Гости из будущего» кинулися в численні гастролі. 1999 року головними гітами колективу стали пісні «Беги от меня», «Нелюбовь», «Зима в сердце», 2000 року — «Ты где-то», «Это сильнее меня» і «Игры», на яку під час гастрольної поїздки в Лондон був знятий кліп.
Відчувши себе цілком самодостатніми й такими, музиканти розірвали відносини з продюсером Євгеном Орловим. Нові тенденції в сучасній музиці підштовхнули їх до використання живих інструментів під час запису в грудні третього диска Это сильнее меня.

### Розквіт кар'єри
Гітарні пісні «Так отважно», «Это сильнее меня», «Разбить души твоей окна» спіткала та ж доля, що і всі попередні композиції дуету. Перші рядки чартів, визнання феномена колективу музичними критиками, безліч шанувальників у Росії. Третій альбом також виявився комерційно успішним.
В кінці весни фірма грамзапису «НІКІТІН» випустила четвертий альбом Это сильнее меня. Часть 1. Одночасно вийшли альбоми Время песок (творчість гурту, що раніше не видавалася,  - пісні записані в стилі acid-jazz і драм-н-бейс) і Через сотни лет (творчість гурту, що раніше не видавалася, - пісні записані в стилі ambient і lounge). Того ж року вийшов Best ― збірка найкращих гітів + нова пісня «Люби меня по-французски».
2002 року вийшов ще один альбом Ева. Весь альбом був повністю записаний на комп'ютері, практично без допомоги будь-яких інструментів. Єдиною «живою» (і вже звичною для дуету) стала гітара.
У квітні гурту «Гости из будущего» запропонували контракт на запис сольного альбому у Франції. Восени Єва вирушила записувати сольний диск в Париж. Однак захід закінчився нічим.
Гурт вирішив приступити до запису повноцінного акустичного альбому, з огляду на що Єва почала освоювати такий інструмент, як бас-гітара.
8 березня 2003 Юрій Усачов і Єва Польна відзначили п'ятиріччя гурту «Гости из будущего», святкуючи в колі шанувальників. Але публічне святкування ювілею відбулося 4 квітня того ж року в місті Санкт-Петербурзі в Палаці Спорту «Ювілейний». А в кінці березня відбувся акустичний концерт гурту «Гости из будущего» в одному з камерних залів Санкт-Петербурга. Фрагменти цього концерту увійшли в новий кліп гурту на пісню «Почему ты, почему навсегда». Того ж року вийшов черговий студійний альбом Это сильнее меня. Часть 2.
Тим часом Усачов обійняв посаду генерального продюсера фірми «Грамофон Рекордз», а Польна зробила перші кроки в моделюванні одягу, результати її роботи можна було спостерігати під час показу нової колекції «Джинсової Симфонії», яка пройшла в кінці лютого.
12 серпня 2004 пройшла презентація нового альбому реміксів «Гости из будущего» Правила движения: робота, практично цілком складається з реміксів на власні «гіти». В рамках вечірки відбувся прем'єрний показ чоловічій лінії одягу від Єви Польни «BODYBOY».
Альбом Больше чем песни надійшов у продаж в червні 2005 року, а його заголовна пісня «Лучшее в тебе» звучала на радіо і в телеефірі більше пів року - аж до 2006 року.

### Закінчення кар'єри
6 червня 2005 року Єва Польна народила першу дитину — доньку, яку назвала Евеліна.
9 березня 2006 року в МХАТі ім. Горького прошйшов перший за 8 років історії  гурту «Гости из будущего» сольний концерт в Москві.
8 вересня 2007 року Єва Польна народила другу дитину — доньку, яку назвала Амалія.
26 вересня 2007 року в МХАТі ім. Горького пройшла презентація нового альбому гурту «Гости из будущего» За звездой.
Випуск DVD За звездой, який «Гости из будущего» планували випустити на лейблі «Грамофон рекордс» в кінці січня 2008 року, був відкладений на невизначений термін через незалежні від групи причин.
У квітні 2008 року був знятий кліп на пісню «Я не для тебя».
У березні 2009 року Єва Польна зробила заяву про те, що Юрій Усачов залишив гурт, але гурт «Гости из будущего» не припинив існування. При цьому концерти гурту «Гості з майбутнього» припинені.
27 вересня 2018 року відбувся виступ гурту на концерті, присвяченому 20-річчю MTV Росія. 

## Дискографія
Студійні альбоми
- Через сотни лет… (1997)
- Время песок... (1998)
- Беги от меня (1999)
- Зима в сердце (2000)
- Это сильнее меня, часть 1 (2000)
- Ева (2002)
- Это сильнее меня, часть 2 (2003)
- Больше чем песни (2005)
- За звездой (2007)

сингли
- «Беги от меня» (1999)
- «Нелюбовь» (1999)
- «Он чужой» (2002)

збірники
- Best (2001)
- Любовное настроение (2003)

Альбоми реміксів
- Правила движения (2004)
- Реальна только музыка (2007)

## Відеографія
| Рік  | Кліп            | Режисер           | Альбом          |
| ---- | --------------- | ----------------- | --------------- |
| 1999 | «Беги от меня»  | Indie Alfas       | «Беги от меня»  |
| 1999 | «Нелюбовь»      | Indie Alfas       | «Беги от меня»  |
| 2000 | «Зима в сердце» | Владилен Розгляну | «Зима в сердце» |
| 2000 | «Игры»          | Indie Alfas       | «Зима в сердце» |